# 대전면
대전면(大田面)은 전라남도 담양군의 서부에 위치한 면이다. 면적은 30.596km2이고, 2021년 기준 인구는 약 4천417명이다. 

## 역사
- 1914년 4월 1일 전라남도 광주군 대치면(大峙面), 갈전면(葛田面), 장성군 갑향면(甲鄕面)을 전라남도 담양군 대전면으로 합면하였다.[1]

| 조선총독부령 제111호 |                                                      |
| 구 행정구역          | 신 행정구역                                          |
| 광주군 대치면        | 담양군 대전면 중옥리, 서옥리, 응용리, 대치리, 화아리 |
| 광주군 갈전면        | 담양군 대전면 월본리, 강의리, 태목리                 |
| 장성군 갑향면        | 담양군 대전면 성산리, 행성리, 갑향리, 병풍리         |
- 1917년 화아리(花雅里)를 평장리(平章里)로 개칭하였다.

## 행정 구역
- 갑향리(甲鄕里)
  - 소두ㆍ사성
  - 계곡
- 강의리(講義里)
  - 강의
- 대치리(大峙里)
  - 동부
  - 서부
  - 중부
  - 남부
  - 신남
  - 북부
  - 원촌
  - 대조
- 병풍리(屛風里) 
  - 병풍
- 서옥리(西玉里)
  - 금곡
  - 청룡
- 성산리(城山里) 
  - 성산
- 월본리(月本里) 
  - 월인
  - 갈전
- 응용리(應龍里)
  - 신룡
  - 응기
- 중옥리(中玉里)
  - 중옥
- 태목리(台木里)
  - 태암
  - 시목
- 평장리(平章里)
  - 평장동
  - 화암
- 행성리(杏成里)
  - 행정
  - 덕진
  - 옥산

## 교육
- 한재초등학교
- 한재중학교
- 한빛고등학교